# Caesalpinia macvaughii
Caesalpinia macvaughii är en ärtväxtart som beskrevs av J.L.Contr. och Gwilym Peter Lewis. Caesalpinia macvaughii ingår i släktet Caesalpinia och familjen ärtväxter. Inga underarter finns listade i Catalogue of Life.